# Ле-Моле-Литри
Ле-Моле́-Литри́ (фр. Le Molay-Littry) — коммуна во Франции, находится в регионе Нижняя Нормандия. Департамент коммуны — Кальвадос. Входит в состав кантона Бальруа. Округ коммуны — Байё.
Код INSEE коммуны — 14370.

## Население
Население коммуны на 2010 год составляло 3086 человек.
| 1962 | 1968 | 1975 | 1982 | 1990 | 1999 | 2010 |
| ---- | ---- | ---- | ---- | ---- | ---- | ---- |
| 2160 | 2135 | 2302 | 2522 | 2584 | 2657 | 3086 |

## Экономика
В 2010 году среди 1804 человек трудоспособного возраста (15—64 лет) 1219 были экономически активными, 585 — неактивными (показатель активности — 67,6 %, в 1999 году было 65,7 %). Из 1219 активных жителей работали 1073 человека (561 мужчина и 512 женщин), безработных было 146 (72 мужчины и 74 женщины). Среди 585 неактивных 134 человека были учениками или студентами, 205 — пенсионерами, 246 были неактивными по другим причинам.